# Drumright (Oklahoma)
Drumright es una ciudad ubicada en los condados de Creek y Payne en el estado estadounidense de Oklahoma. En el año 2010 tenía una población de 	2907 habitantes y una densidad poblacional de 158,85 personas por km².

## Geografía
Drumright se encuentra ubicada en las coordenadas 35°59′17″N 96°36′2″O / 35.98806, -96.60056 (35.988168, -96.600570).

## Demografía
Según la Oficina del Censo en 2000 los ingresos medios por hogar en la localidad eran de $27,292 y los ingresos medios por familia eran $34,761. Los hombres tenían unos ingresos medios de $30,069 frente a los $20,123 para las mujeres. La renta per cápita para la localidad era de $14,511. Alrededor del 17.3% de la población estaban por debajo del umbral de pobreza.